# Fay-sur-Lignon

Fay-sur-Lignon este o comună în departamentul Haute-Loire, Franța. În 2009 avea o populație de 413 de locuitori.